# Autódromo do Estoril
Az Autodrómo do Estoril (hivatalosan Autordrómo Fernanda Pires da Silva) egy versenypálya a portugáliai Estorilban. 1984-től 1996-ig a Formula–1 portugál nagydíjat rendezte a pálya. Ezalatt egyszer építették át, az 1994-es versenyre, amikor a 9. kanyar helyére egy sikánt építettek be, így a pálya 10 méterrel hosszabb lett. Később az első kanyart is átépítették: a gyors jobbos helyére egy lassabb kanyart építettek, ami után egy enyhe balos jön.

## Formula–1-es győztesek listája

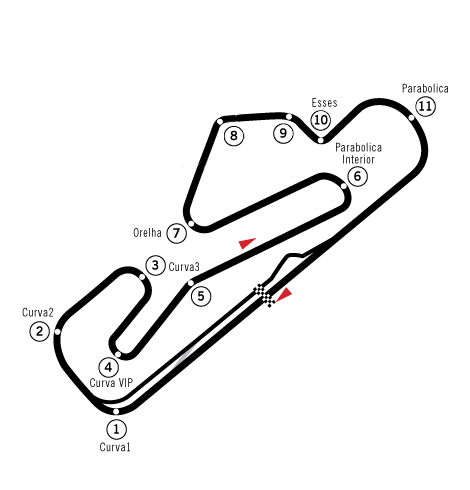
1972-1993
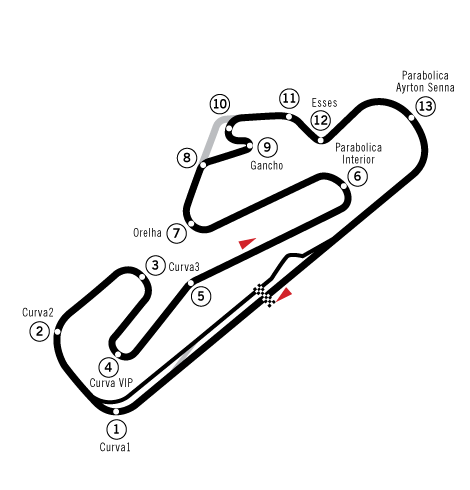
1994-1999
2000-

| Év   | Dátum          | Versenyző          | Csapat           | Összefoglaló |
| ---- | -------------- | ------------------ | ---------------- | ------------ |
| 1996 | Szeptember 22. | Jacques Villeneuve | Williams-Renault | Összefoglaló |
| 1995 | Szeptember 24. | David Coulthard    | Williams-Renault | Összefoglaló |
| 1994 | Szeptember 25. | Damon Hill         | Williams-Renault | Összefoglaló |
| 1993 | Szeptember 26. | Michael Schumacher | Benetton-Ford    | Összefoglaló |
| 1992 | Szeptember 27. | Nigel Mansell      | Williams-Renault | Összefoglaló |
| 1991 | Szeptember 22. | Riccardo Patrese   | Williams-Renault | Összefoglaló |
| 1990 | Szeptember 23. | Nigel Mansell      | Ferrari          | Összefoglaló |
| 1989 | Szeptember 24. | Gerhard Berger     | Ferrari          | Összefoglaló |
| 1988 | Szeptember 25. | Alain Prost        | McLaren-Honda    | Összefoglaló |
| 1987 | Szeptember 20. | Alain Prost        | McLaren-TAG      | Összefoglaló |
| 1986 | Szeptember 21. | Nigel Mansell      | Williams-Honda   | Összefoglaló |
| 1985 | Április 21.    | Ayrton Senna       | Lotus-Renault    | Összefoglaló |
| 1984 | Október 21.    | Alain Prost        | McLaren-TAG      | Összefoglaló |

- 1972-1993
- 1994-1999
- 2000-